# Polarizzazione magnetica
La polarizzazione magnetica, in fisica, è un fenomeno che si manifesta in alcuni materiali in presenza di un campo magnetico, e attraverso questo è possibile descrivere il magnetismo all'interno della materia.
Il campo magnetico viene modificato da effetti di polarizzazione dovuti alla natura atomica della materia e, così come avviene per la polarizzazione elettrica in presenza di un campo elettrico, è possibile utilizzare tale modello per descrivere il comportamento del campo magnetico nei materiali soggetti a polarizzazione, che si distinguono in tre categorie: i diamagnetici, i paramagnetici ed i ferromagnetici.

## La polarizzazione magnetica
Le proprietà magnetiche di un materiale sono spiegate, a livello teorico, dal teorema di equivalenza di Ampère, formulato dall'omonimo scienziato nel 1820. Il teorema afferma che una spira percorsa da corrente elettrica si comporta, a grande distanza, come un dipolo magnetico. Sfruttando il modello planetario dell'atomo, gli elettroni all'interno della materia orbitano intorno al nucleo atomico generando il campo magnetico caratteristico della spira. Ogni elettrone costituisce quindi una microscopica spira, percorsa da una corrente detta corrente amperiana, che in assenza di campi elettromagnetici esterni è orientata casualmente. La presenza di un campo magnetico locale comporta una polarizzazione collettiva delle spire, principalmente causata dal loro orientamento, che a livello macroscopico si traduce nella modifica delle equazioni di Maxwell.
Dal punto di vista formale è sufficiente introdurre nelle equazioni di Maxwell un termine aggiuntivo {\displaystyle \mathbf {J_{m}} }, che rappresenta la densità di corrente associata al moto di rivoluzione degli elettroni:
{\displaystyle \nabla \times \mathbf {B} =\mu _{0}(\mathbf {J} +\mathbf {J_{m}} )}
Tuttavia, tale termine non è in generale noto, e questo ha portato ad una diversa formalizzazione del problema, e all'introduzione del vettore di magnetizzazione.

## Il vettore di polarizzazione magnetica
L'effetto della polarizzazione magnetica può essere descritto riconducendo le correnti microscopiche di magnetizzazione ad una grandezza vettoriale macroscopica, che descriva il comportamento globale del materiale soggetto alla presenza del campo magnetico. Il vettore intensità di magnetizzazione, anche detto vettore di polarizzazione magnetica e indicato con {\displaystyle \mathbf {M} }, è il momento di dipolo magnetico per unità di volume posseduto dal materiale. Definito come il valore medio del momento magnetico proprio {\displaystyle \mathbf {m} } di {\displaystyle N} particelle contenute in un volume infinitesimo {\displaystyle \operatorname {d} V}, è espresso dalla relazione:
{\displaystyle \mathbf {M} ={\frac {\operatorname {d} N}{\operatorname {d} V}}\langle \mathbf {m} \rangle ={\frac {\sum _{i=1}^{\operatorname {d} N}{\mathbf {m} _{i}}}{\operatorname {d} V}}}
Nel Sistema internazionale di unità di misura il vettore di polarizzazione magnetica si misura in Ampere su metro (A/m), e nella definizione il limite vale per un volume che contenga un numero significativo di atomi tale da poterne calcolare una proprietà media.

### Correnti di magnetizzazione
Nel caso in cui la polarizzazione atomica all'interno del materiale sia uniforme, le correnti amperiane associate a due atomi confinanti si annullano a vicenda, e le uniche correnti che generano effetti macroscopici sono quelle proprie degli atomi confinanti con la superficie di separazione tra due regioni con un diverso valore di polarizzazione. Tali correnti sono descritte dalla corrente di magnetizzazione superficiale {\displaystyle I_{ms}}, data da:
{\displaystyle I_{ms}={\frac {\operatorname {d} Q_{m}}{\operatorname {d} t}}=\int _{S}\mathbf {J} _{ms}\cdot \operatorname {d} \mathbf {S} }
ovvero la corrente di magnetizzazione è pari all'integrale di flusso del vettore densità di corrente di magnetizzazione superficiale {\displaystyle \mathbf {J} _{ms}} attraverso una superficie {\displaystyle S}.
Nel caso in cui la polarizzazione atomica all'interno del materiale non sia uniforme, invece, si introduce la corrente di magnetizzazione volumica {\displaystyle I_{mv}}, data da:
{\displaystyle I_{mv}={\frac {\operatorname {d} Q_{m}}{\operatorname {d} t}}=\int _{S}\mathbf {J} _{mv}\cdot \operatorname {d} \mathbf {V} }
ovvero la corrente di magnetizzazione volumica è pari al flusso del vettore densità di corrente di magnetizzazione volumica {\displaystyle \mathbf {J} _{mv}} attraverso una superficie {\displaystyle S}.
Per legare il vettore di magnetizzazione e la densità di correnti amperiane microscopiche si considera il potenziale magnetico generato in un punto {\displaystyle \mathbf {r} } da un volume {\displaystyle \operatorname {d} V} di materiale posto nel punto {\displaystyle \mathbf {r} '}:
{\displaystyle \mathbf {A} (\mathbf {r} )={\frac {\mu _{0}}{4\pi }}\int _{V}{\frac {\operatorname {d} \mathbf {m} \times \Delta \mathbf {r} }{|\Delta \mathbf {r} |^{3}}}={\frac {\mu _{0}}{4\pi }}\int _{V}{\frac {\mathbf {M} (\mathbf {r} ')\times \Delta \mathbf {r} }{|\Delta \mathbf {r} |^{3}}}\operatorname {d} V}
dove {\displaystyle d\mathbf {m} =\mathbf {M} \operatorname {d} V} è il momento magnetico posseduto dal volume infinitesimo {\displaystyle \operatorname {d} V} di materiale e {\displaystyle \Delta \mathbf {r} =\mathbf {r} -\mathbf {r} '} la differenza vettoriale tra la posizione {\displaystyle \mathbf {r} '} del volume elementare e il punto {\displaystyle \mathbf {r} } in cui è calcolato il potenziale.
Dal momento che:
{\displaystyle \mathbf {\nabla } '{\frac {1}{|\Delta \mathbf {r} |}}={\frac {\Delta \mathbf {r} }{|\Delta \mathbf {r} |^{3}}}}
ove l'apice sul simbolo di nabla indica che la variabile di differenziazione è {\displaystyle \mathbf {r} '}, segue che:
{\displaystyle \mathbf {A} (\mathbf {r} )={\frac {\mu _{0}}{4\pi }}\int _{V}\mathbf {M} (\mathbf {r} ')\times \mathbf {\nabla } '{\frac {1}{|\Delta \mathbf {r} |}}\operatorname {d} V}
e dal momento che vale la relazione vettoriale:
{\displaystyle \mathbf {v} \times \mathbf {\nabla } f=f\mathbf {\nabla } \times \mathbf {v} -\mathbf {\nabla } \times (f\mathbf {v} )}
identificando {\displaystyle \mathbf {v} } con {\displaystyle \mathbf {M} } e {\displaystyle f} con {\displaystyle {\frac {1}{|\Delta \mathbf {r} |}}} si ottiene:
{\displaystyle \mathbf {A} (\mathbf {r} )={\frac {\mu _{0}}{4\pi }}\int _{V}{\frac {\nabla '\times \mathbf {M} (\mathbf {r} ')}{|\Delta \mathbf {r} |}}\operatorname {d} V-{\frac {\mu _{0}}{4\pi }}\int _{V}\mathbf {\nabla } '\times {\frac {\mathbf {M} (\mathbf {r} ')}{|\Delta \mathbf {r} |}}\operatorname {d} V}
che può essere scritto come:
{\displaystyle \mathbf {A} (\mathbf {r} )={\frac {\mu _{0}}{4\pi }}\int _{V}{\frac {\nabla '\times \mathbf {M} (\mathbf {r} ')}{|\Delta \mathbf {r} |}}\operatorname {d} V+{\frac {\mu _{0}}{4\pi }}\int _{S}{\frac {\mathbf {M} (\mathbf {r} ')\times \mathbf {n} }{|\Delta \mathbf {r} |}}\operatorname {d} S}
Uguagliato all'espressione generale del potenziale magnetico generato dalle densità di correnti superficiali e volumiche:
{\displaystyle \mathbf {A} _{0}(\mathbf {r} )={\frac {\mu _{0}}{4\pi }}\int _{V}{\frac {\mathbf {J} _{v}(\mathbf {r} ')}{|\Delta \mathbf {r} |}}\operatorname {d} V+{\frac {\mu _{0}}{4\pi }}\int _{S}{\frac {\mathbf {J} _{s}(\mathbf {r} ')}{|\Delta \mathbf {r} |}}\operatorname {d} S}
permette di identificare le espressioni delle densità di corrente di magnetizzazione:
{\displaystyle \mathbf {J} _{ms}=\mathbf {M} \times \mathbf {n} \qquad \mathbf {J} _{mv}=\mathbf {\nabla } \times \mathbf {M} }
dove nella prima equazione {\displaystyle \mathbf {n} } è il versore che identifica la direzione normale alla superficie del materiale.
Si ha dunque che il potenziale magnetico generato dalla magnetizzazione del materiale è:
{\displaystyle \mathbf {A} (\mathbf {r} )={\frac {\mu _{0}}{4\pi }}\int _{V}{\frac {\mathbf {J} _{mv}(\mathbf {r} ')}{|\Delta \mathbf {r} |}}\operatorname {d} V+{\frac {\mu _{0}}{4\pi }}\int _{S}{\frac {\mathbf {J} _{ms}(\mathbf {r} ')}{|\Delta \mathbf {r} |}}\operatorname {d} S}
che, sommato al potenziale generato dalle eventuali correnti libere presenti nel mezzo, fornisce il potenziale complessivo, e dunque il campo magnetico totale nel mezzo.

## Equazioni di Maxwell per il campo magnetico nella materia
La presenza di materia costringe a tenere conto delle correnti amperiane nelle equazioni di Maxwell per il campo magnetico:
{\displaystyle \mathbf {\nabla } \times \mathbf {B} =\mu _{0}(\mathbf {J} +\mathbf {J} _{mv})}
Inserendo l'espressione di {\displaystyle \mathbf {J} _{mv}}, l'equazione si modifica:
{\displaystyle \mathbf {\nabla } \times \mathbf {B} =\mu _{0}\mathbf {J} +\mu _{0}\mathbf {\nabla } \times \mathbf {M} }
e mettendo in evidenza l'operatore rotore:
{\displaystyle \mathbf {\nabla } \times \left({\frac {\mathbf {B} -\mu _{0}\mathbf {M} }{\mu _{0}}}\right)=\mathbf {J} }
si identifica l'argomento del rotore come il vettore campo magnetico {\displaystyle \mathbf {H} } nella materia:
{\displaystyle \mathbf {H} ={\frac {\mathbf {B} -\mu _{0}\mathbf {M} }{\mu _{0}}}={\frac {\mathbf {B} }{\mu _{0}}}-\mathbf {M} }
L'equazione di Maxwell può essere riscritta in modo equivalente:
{\displaystyle \mathbf {\nabla } \times \mathbf {H} =\mathbf {J} }
La densità di corrente {\displaystyle \mathbf {J} } presente nella precedente equazione si riferisce esclusivamente alle correnti elettriche, date dal moto dei soli elettroni liberi, e non alle correnti atomiche di magnetizzazione.
Nel caso che il campo {\displaystyle \mathbf {M} } abbia divergenza nulla le equazioni per il campo {\displaystyle \mathbf {B} } in assenza di materia ed il campo {\displaystyle \mathbf {H} } in presenza di materia sono formalmente equivalenti, il che permette di determinare in una vasta classe di problemi il campo {\displaystyle \mathbf {H} } a partire dalla disposizione delle correnti libere.
Nel caso non stazionario, inoltre, la quarta equazione ha l'espressione:
{\displaystyle \mathbf {\nabla } \times \mathbf {H} =\mathbf {J} +{\frac {\partial \mathbf {D} }{\partial t}}}
dove l'ultimo termine al secondo membro è la densità di corrente di spostamento.

## Permeabilità magnetica
La permeabilità magnetica è una grandezza fisica che esprime l'attitudine di una sostanza a polarizzarsi in seguito all'applicazione di un campo magnetico che si misura in henry al metro (H/m), equivalente a newton all'ampere quadrato (N/A2).
Nel caso in cui il materiale sia omogeneo e isotropo i vettori {\displaystyle \mathbf {B} } e {\displaystyle \mathbf {H} } sono paralleli, e questo implica che la relazione tra di essi è di semplice proporzionalità:
{\displaystyle \mathbf {B} =\mu \mathbf {H} }
Da cui si ricava che il vettore {\displaystyle \mathbf {M} } in termini di {\displaystyle \mathbf {B} }:
{\displaystyle \mathbf {M} ={\frac {\chi _{m}}{\mu }}\mathbf {B} }
dove  è la {\displaystyle \chi _{m}} suscettività magnetica.
La costante di proporzionalità, detta permeabilità magnetica assoluta, è scritta come:
{\displaystyle \mu =\mu _{r}\mu _{0}\ }
dove {\displaystyle \mu _{0}} è la permeabilità magnetica del vuoto, e {\displaystyle \mu _{r}} la permeabilità caratteristica del materiale considerato, mentre {\displaystyle \chi _{m}=\mu _{r}-1}.
Nel vuoto si ha che {\displaystyle \mathbf {M} =0}, e la relazione tra i campi magnetici diventa:
{\displaystyle \mathbf {B} _{0}=\mu _{0}\mathbf {H} }
Dal momento che non tutti i materiali hanno una relazione lineare tra {\displaystyle \mathbf {B} } e {\displaystyle \mathbf {H} }, i materiali magnetici si distinguono in tre categorie:
- I materiali ferromagnetici, come ferro, cobalto e nichel, sono caratterizzati dal fatto che i campi {\displaystyle \mathbf {B} } e {\displaystyle \mathbf {H} } non sono paralleli, e la permeabilità caratteristica ha un comportamento che segue un certo ciclo di isteresi, ovvero dipende dalle precedenti magnetizzazioni e smagnetizzazioni subite da tali materiali. Più precisamente, nelle sostanze ferromagnetiche la permeabilità è funzione del campo magnetico {\displaystyle \mathbf {B} }.

- I materiali diamagnetici, caratterizzati da una permeabilità caratteristica costante ma minore dell'unità e indipendente da {\displaystyle \mathbf {B} }.

- I materiali paramagnetici, caratterizzati da una permeabilità caratteristica costante e maggiore dell'unità e indipendente da {\displaystyle \mathbf {B} }.

## Legge di Snell per il campo magnetico
Le condizioni di raccordo per il campo magnetico al passaggio attraverso la superficie di separazione di due materiali con permeabilità magnetica relativa differente, rispettivamente {\displaystyle \mu _{1}} e {\displaystyle \mu _{2}}, si ricavano considerando una linea chiusa concatenata con le correnti di magnetizzazione che si formano sulla superficie di separazione. Supponendo tale linea un rettangolo le cui basi sono parallele e molto vicine alla superficie di separazione, per la legge di Ampère la circuitazione del campo {\displaystyle \mathbf {H} } lungo tale percorso è nulla, in quanto per tale vettore le correnti amperiane non contribuiscono al flusso del suo rotore, come affermano le equazioni di Maxwell. Da questo fatto discende che la componente tangenziale di {\displaystyle \mathbf {H} } si conserva durante il passaggio tra due materiali:
{\displaystyle H_{1}^{t}=H_{2}^{t}}
Inoltre, considerando una superficie cilindrica posta sulla superficie di separazione di base {\displaystyle d\mathbf {S} } e altezza {\displaystyle dl}, dove l'altezza ha un valore di ordine di grandezza superiore alla base, applicando il teorema del flusso al campo {\displaystyle \mathbf {B} } uscente dalle basi, dal momento che non vi è carica all'interno, il flusso infinitesimo è nullo:
{\displaystyle d\Phi (\mathbf {B} )=\mathbf {B} _{1}\cdot d\mathbf {S} +\mathbf {B} _{2}\cdot d\mathbf {S} =dS(B_{1}^{n}-B_{2}^{n})=0}
Si ottiene dunque che la componente normale del campo si conserva:
{\displaystyle B_{1}^{n}=B_{2}^{n}}
Sfruttando le relazioni tra i due campi in un materiale omogeneo e isotropo si ha inoltre:
{\displaystyle {\frac {B_{1}^{t}}{\mu _{1}}}={\frac {B_{2}^{t}}{\mu _{2}}}\qquad H_{1}^{n}\mu _{1}=H_{2}^{n}\mu _{2}}
In definitiva, attraversando la superficie di separazione tra due materiali omogenei ed isotropi la componente tangenziale del campo {\displaystyle \mathbf {B} } subisce una discontinuità, mentre quella normale non si modifica, viceversa per il campo {\displaystyle \mathbf {H} }.
Mettendo insieme le due relazioni si ottiene la legge di Snell delle linee di campo magnetico:
{\displaystyle {\frac {B_{1}^{t}}{\mu _{1}B_{1}^{n}}}={\frac {B_{2}^{t}}{\mu _{2}B_{2}^{n}}}}
e quindi:
{\displaystyle {\frac {\tan \theta _{1}}{\tan \theta _{2}}}={\frac {\mu _{1}}{\mu _{2}}}}
dove 
{\displaystyle \tan \theta ={\frac {B^{t}}{B^{n}}}}
è l'angolo di rifrazione.